# مالكوم روبرتسون
مالكوم روبرتسون (بالإنجليزية: Malcolm Robertson)‏ (7 يوليو 1951 بإدنبرة في المملكة المتحدة - 18 أغسطس 2010) هو لاعب كرة قدم بريطاني في مركز جناح ‏. لعب مع دندي يونايتد وريث روفرز ونادي هيبرنيان وهارت أوف ميدلوثيان وهامرون سبارتانز وتورونتو بليزارد وPenicuik Athletic F.C. ‏ ونادي آير يونايتد.

## وصلات خارجية
- مالكوم روبرتسون على موقع قاعدة بيانات كرة القدم.إي يو (الإنجليزية)